# Мария Цветкова
Мария Йорданова Цветкова е българска журналистка и политик, кандидат на ВМРО – Българско национално движение за член на Европейския парламент и за народен представител в 23 МИР София.

## Биография
Родена е на 30 април 1975 г. в Ямбол. Завършва ПТГ „Иван Райнов“ в родния си град, а по-късно СУ „Св. Климент Охридски“ със специалност магистър по международна журналистика и НСА. 
Цветкова е журналист с 20-годишен телевизионен опит в новини и публицистика и авторка на военноисторически документални филми. 

## Политическа кариера
През ноември 2019 г. става народен представител в 44-то НС от ВМРО в ПГ „Обединени патриоти“ от 31-и изборен район – Ямбол.

## Политически възгледи
Тя се е изказвала неколкократно в защита на консервативното семейство и срещу либералната идеологията, както и срещу влизането на Северна Македония в ЕС с настоящите ѝ политики. Тя също се изрази в защита на българските граници, срещу нелегалните имигранти и в подкрепа на политиката на „нулева миграция“.